# RISKID
Der Verein RISKID e. V. ist eine Organisation, welche sich zur Aufgabe gestellt hat, die interkollegiale Kommunikation zwischen Kinder- und Jugendärzten zu verbessern. Speziell der interkollegiale Austausch beim Verdacht einer Kindesmisshandlung steht hier im Vordergrund. Der Begriff RISKID steht für RISiko-Kinder-Informationssystem-Deutschland, welches als technisches Unterstützungssystem in Form einer Datenbankanwendung den an RISKID beteiligten Ärzten zur Verfügung steht, weshalb zwischen dem Verein und dem technischen System RISKID unterschieden werden muss. Der Verein wurde im Herbst 2012 in Duisburg gegründet und setzt die Arbeit des bis dahin von Duisburger Kinder- und Jugendärzten organisierten Pilotprojektes RISKID fort.

## Ziele des Vereins
Der Verein hat sich zum Ziel gesetzt, Doctor-Hopping im Bereich der kinderärztlichen Versorgung zum Zwecke der Verschleierung von Kindesmisshandlungen aufzudecken. Zweck des Vereins ist die Förderung des öffentlichen Gesundheitswesens und der öffentlichen Gesundheitspflege; ebenso die Förderung der Kriminalprävention durch die Verhütung und Bekämpfung von Kindesmisshandlungen.
Die Gründungsmitglieder des Vereins sind zum Großteil Kinder- und Jugendärzte, sowie Polizeibeamte, die mit dem Problem der Kindesmisshandlung tagtäglich konfrontiert werden.

## Das Projekt RISKID

### Der Hintergrund
Der Hintergrund für den Start des Projektes RISKID waren Ermittlungen der Duisburger Polizei im Jahr 2005 auf Grund des Todes von fünf Kindern.
Zwei dieser Fälle waren hierbei besonders tragisch:
1. Im Alter von sechs Monaten verstarb ein Säugling nach längerer Misshandlung und weil die Eltern ihn verhungern ließen und zuletzt erschlugen.
2. Das zweite Opfer, ein vier Jahre altes Mädchen, wurde über einen langen Zeitraum zuhause ans Bett gefesselt, eingesperrt und gequält, bis es zuletzt verhungert und verdurstet seinen zahlreichen Verletzungen erlag.

Beide Kinder verstarben in einem Alter, in welchem für sie die gesetzliche Vorsorgeuntersuchung U5 beziehungsweise U8 vorgesehen waren, zu denen die Kinder nicht gebracht worden waren.
Im zweiten Fall hatten die Erziehungsberechtigten zudem häufig den Arzt gewechselt (Doctor-Hopping).
Zuletzt wurde das Kind mit seinen zahlreichen Verletzungen in der Wohnung eingeschlossen und gar keinem Arzt mehr vorgestellt.
Aufgrund dieser Vorfällen trafen sich in Duisburg Kinder- und Jugendärzte mit der Staatsanwaltschaft, der Rechtsmedizin und der Kriminalpolizei, um Lösungen zu erarbeiten, die solchen Fällen vorbeugen sollen. Anfangs wurde eine nachprüfbaren Vorsorgeuntersuchung für Kinder gefordert, welche in Deutschland mittlerweile
in den meisten Bundesländern etabliert wurde.
Als weiteres Mittel zur Vorbeugung und Erkennung von Kindesmisshandlung wurde ein innerärztliches Informationssystem für erforderlich gehalten, welches durch den rechtzeitigen Austausch von ärztlichen Befunden dem Arzt helfen soll, die Diagnose einer Kindesmisshandlung treffsicherer und früher als bis dato möglich zu stellen. Dies ist insbesondere dann wichtig, wenn Erziehungsberechtigte, die ihre Kinder misshandeln, häufiger den Arzt wechseln, um ihre Misshandlungen zu vertuschen, was unter dem Begriff Doctor-Hopping verstanden wird.
Aufgrund der zweiten Anforderung wurde das Informationssystem RISKID dann 2007 als Pilotprojekt für den innerärztlichen Informationsaustausch in Duisburg etabliert. Zum damaligen Stand des Projektes RISKID und dem verwendeten Informationssystem erschienen im Laufe der Jahre zahlreiche Artikel in verschiedensten Zeitungen sowie Berichte im deutschen Rundfunk. Leider aber war der Start des Projektes mit seinem innovativen Ansatz des Informationsaustausches aufgrund von Anforderungen des Datenschutzes schnell in der Kritik, was auf der Art und Weise der Informationsweitergabe von Verdachtsfällen einer Kindesmisshandlung und der Weitergabe der Diagnosen unter den Ärzten begründet war.
Um den aufkommenden Anforderungen des Datenschutzes gerecht zu werden, startete 2010 ein neues Datenbanksystem als Informationssystem für RISKID, welches ebendiesen Anforderungen gerecht werden soll und Ärzten nur noch Zugriff auf Daten eigener Patienten erlaubt. Sehr wohl aber ist die Abfrage einer generellen Existenz eines Patienten in der Datenbank weiterhin möglich, nur dass anfragenden Ärzten im Fall eines Treffers ausschließlich die Kontaktdaten des bzw. der zuvor behandelnden Ärzte zur Verfügung gestellt werden. Ob und in welchem Umfang sich die betroffenen Ärzte dann austauschen, liegt vollständig in deren Ermessen.

### Rechtssituation
Unter den gegebenen Bedingungen ist es für Kinder- und Jugendärzte zwingend notwendig, vor dem Speichern von Patientendaten in der RISKID-Datenbank eine Einverständniserklärung der Erziehungsberechtigten einzuholen, die einen interkollegialen Austausch legitimiert. Dies bedeutet im Zweifelsfall, dass sich Ärzte von den Misshandlern (hier = Tätern) das Einverständnis geben lassen müssen, dass sie sich mit Kollegen über ihre Patienten austauschen dürfen, was einer paradoxen Situation entspricht.
Ärzte haben aktuell das Problem, dass sie zwischen § 203 StGB (Verschwiegenheitspflicht) und § 34 StGB (gerechtfertigter Notstand) abwägen müssen.

### Politische Aktivitäten
Im Frühjahr 2013 wurde auf Initiative des RISKID e. V. seitens der CDU-Fraktion in Nordrhein-Westfalen ein Antrag in den Landtag NRW eingebracht, welcher das Ziel hat, auf Landesebene eine gesetzliche Situation zu schaffen, die es den Kinder- und Jugendärzten erlaubt, sich im Rahmen dann geltenden Rechts, über Verdachtsmomente der Kindesmisshandlung bei ihren Patienten auszutauschen.
Der Alleingang im Land Nordrhein-Westfalen wurde notwendig, da die letzte Änderung des Kinderschutzgesetzes auf Bundesebene den interkollegialen Austausch der Kinder- und Jugendärzte nicht möglich gemacht hat, parallel aber den Ärzten nur die Möglichkeit gibt, sich im Verdachtsfall einer Kindesmisshandlung kompetenten Rat bei den zuständigen Jugendämtern der jeweiligen Gemeinden zu holen.
Die Initiative in Nordrhein-Westfalen wird seit August 2013 durch ein Rechtsgutachten unterstützt, welches durch Guido Schmidt und Damian Schmidt erstellt wurde und die Legitimität eines interkollegialen Informationsaustausches zwischen Ärzten in Nordrhein-Westfalen bestätigt. Die Gutachter begründen dies mit § 9 II der Berufsordnung der Ärztekammer NRW. Dies ist zwar kein Gesetz, dennoch regelt § 31 HeilBerGNW (Heilberufegesetz NRW), dass die Pflichten der Ärzte durch ihre Berufsordnung geregelt werden.
§ 9 II der Berufsordnung der Ärzte in NRW regelt eine Offenbarung eines Arztes, insofern diese „zum Schutze eines höheren Rechtsgutes erforderlich ist“.
Um für abschließende Rechtssicherheit für die Ärzte in Nordrhein-Westfalen zu sorgen, soll im Rahmen einer Gesetzesinitiative § 9 II der Berufsordnung der Ärzte explizit in das Heilberufsgesetz aufgenommen und hier angewendet werden. RISKID e. V. unterstützt diese Gesetzesinitiative aktiv, die aktuell nach eigenem Bekunden auf Wohlwollen der SPD, CDU und der Piratenpartei in NRW stößt.

## Das Informationssystem RISKID

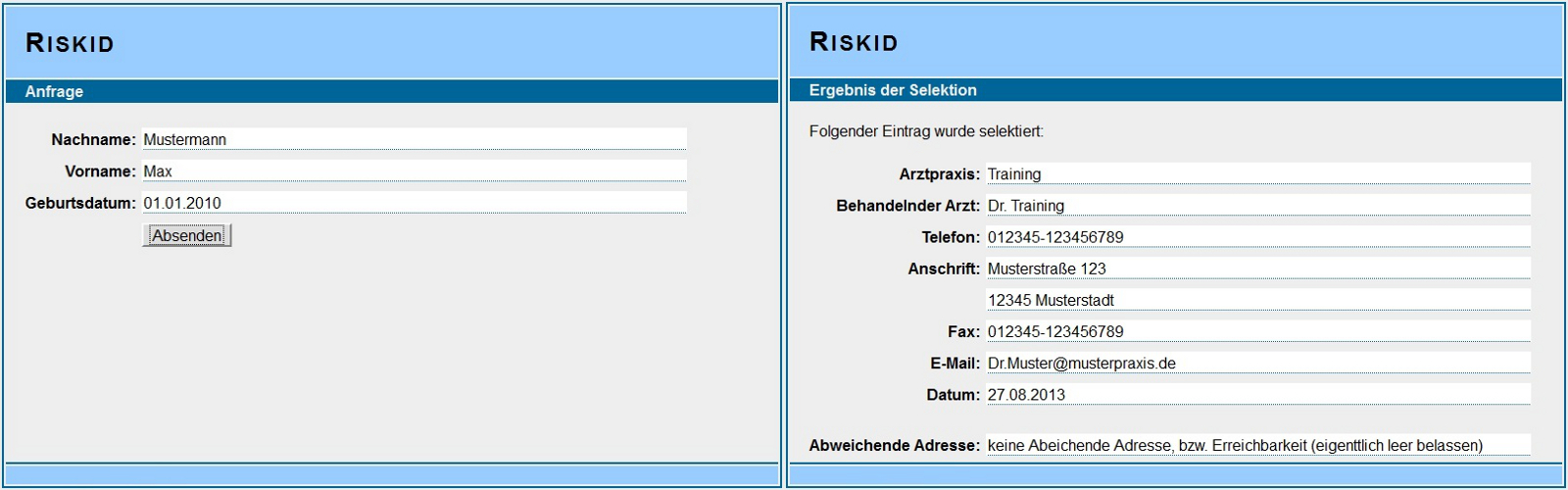
RISKID Anfrage und Ergebnis

Das Informationssystem RISKID für Kinder- und Jugendärzte wird vom RISKID e. V. betrieben und verwaltet. Die enthaltene Datenbanklösung wird niedergelassenen Ärzten, aber auch Klinken angeboten, die Kinder und Jugendliche behandeln. Das System steht zudem allen anderen Ärzten zur Verfügung, die sich dem Vorhaben RISKID anschließen wollen. So sind aktuell (11/2013) z. B. auch Kinderzahnärzte und ein Labor für Gerinnungsstörungen an das System angebunden.
Das Datenbanksystem RISKID dient den Ärzten, Verdachtsfälle oder aber bestätigte Fälle von Kindesmisshandlungen zu speichern. So haben alle Ärzte die Möglichkeit, z. B. bei Vorstellung neuer Patienten, diese in der Datenbank zu suchen um im Falle eines positiven Treffers entweder Rücksprache mit dem bzw. den Vorbehandlern zu führen, oder aber den Patienten genauer zu untersuchen. Ein Treffer in der RISKID-Datenbank ist kein Nachweis einer Kindesmisshandlung, wohl aber kann er einen eigenen Verdacht erhärten oder bestätigen.

### Inhalte der Datenbank
In der RISKID-Datenbank können durch einen berechtigten Arzt die Grunddaten eines Patienten gespeichert werden.
Der Grundsatz lautet immer, dass möglichst wenig Patientendaten in der Datenbank abgelegt werden sollten. Um in einer späteren Abfrage grundsätzlich gefunden werden zu können, müssen folgende Daten aber mindestens eingetragen werden:
- Vorname
- Nachname
- Geburtsdatum

Weitere Daten sind nicht erforderlich.

### Gründe für die Aufnahme in die Datenbank
Ein Patient wird nur dann in die Datenbank aufgenommen, wenn eines der vier folgenden Kriterien nach ICD-10 erfüllt sind, ein Verdacht besteht, oder aber ein Nachweis erbracht ist:
1. Vernachlässigung
2. Körperliche Misshandlung
3. Sexuelle Misshandlung
4. Psychische Misshandlung

Unter Umständen können auch gefährdete Kinder in der Datenbank gespeichert werden, wenn z. B. bei Geschwisterkindern bereits eine Kindesmisshandlung diagnostiziert wurde, was in der folgenden Liste mit der Bewertung „R“ klassifiziert wird. Diese Erweiterung der Speicherung ergänzt in RISKID den erweiterten ICD-10, welcher in Deutschland im ambulanten Bereich verwendet wird.
1. A = Ausschluss
2. G = gesicherte Diagnose
3. V = Verdacht auf
4. Z = Zustand nach
5. R = Risiko für

Die Kriterien können als Kombination optional in die RISKID-Datenbank aufgenommen werden.

### Zugriff auf die Daten
An die Datenbank können sich ausschließlich Ärzte anmelden, wobei die Zielgruppe des Vorhabens die Kinder- und Jugendärzte sind. Alle anderen Ärzte, die Kinder behandeln sind aber ebenfalls herzlich willkommen. Behörden wie die Polizei oder das Jugendamt haben keinerlei Zugriff auf die Datenbank, da das Vertrauensverhältnis zwischen den Ärzten, ihren Patienten und den Erziehungsberechtigten nicht beschädigt werden darf.

### Anmeldung für die Teilnahme
Die Anmeldung zu RISKID kann nur über die Webseite riskid.de erfolgen. Nach dem Absenden des Anmeldeformulars wird der sich anmeldende Arzt durch den RISKID e. V. geprüft und es werden ihm die notwendigen Zugangsinformationen zugestellt.

### Kosten und Voraussetzungen für die Teilnahme
Für Ärzte fallen für die Teilnahme keinerlei Kosten an. Einzig und allein ein bestehender Internetanschluss sowie ein PC sind notwendig, um an RISKID teilzunehmen.

## Die Finanzierung
Der Verein finanziert seine Tätigkeiten und den Betrieb der Datenbank zu 100 % durch Spenden und persönlichen Einsatz der Vereinsmitglieder.

## Auszeichnungen
Das Projekt RISKID, bzw. die beiden Initiatoren Ralf Kownatzki und Heinz Sprenger erhielten 2009 die vom BDK verliehene Auszeichnung Bul le Mérite.